# Laganum
Laganum is een geslacht van zee-egels, en het typegeslacht van de familie Laganidae.

## Soorten
- Laganum boninense Mortensen, 1948
- Laganum boschi Martin, 1937 †
- Laganum centrale H.L. Clark, 1925
- Laganum cubanum Weisbord, 1934 †
- Laganum decagonale (Blainville, 1827)
- Laganum dickersoni Israelsky, 1933 †
- Laganum equaepetala Israelsky, 1933 †
- Laganum fragile Dames, 1877 †
- Laganum fudsiyama Döderlein, 1885
- Laganum joubini Koehler, 1922
- Laganum laganum (Leske, 1778)
- Laganum lamberti Sánchez Roig, 1949 †
- Laganum leptum Jackson, 1937 †
- Laganum ocalanum Cooke, 1942 †
- Laganum pachycraspedum Nisiyama, 1968 †
- Laganum putnami A. Agassiz, 1864
- Laganum retinens Koehler, 1922
- Laganum santanae Sánchez Roig, 1949 †
- Laganum versatile Koehler, 1922